# IC 2634
IC 2634 ist eine Spiralgalaxie mit aktivem Galaxienkern vom Hubble-Typ Sb im Sternbild Löwe an der Ekliptik. Sie ist schätzungsweise 390 Millionen Lichtjahre von der Milchstraße entfernt und hat einen Durchmesser von etwa 80.000 Lj.
Im selben Himmelsareal befinden sich u. a. die Galaxien IC 2638, IC 2640, IC 2644, IC 2648.
Das Objekt wurde am 27. März 1906 von Max Wolf entdeckt.